# Liste d'événements LGBT
 (novembre 2012).

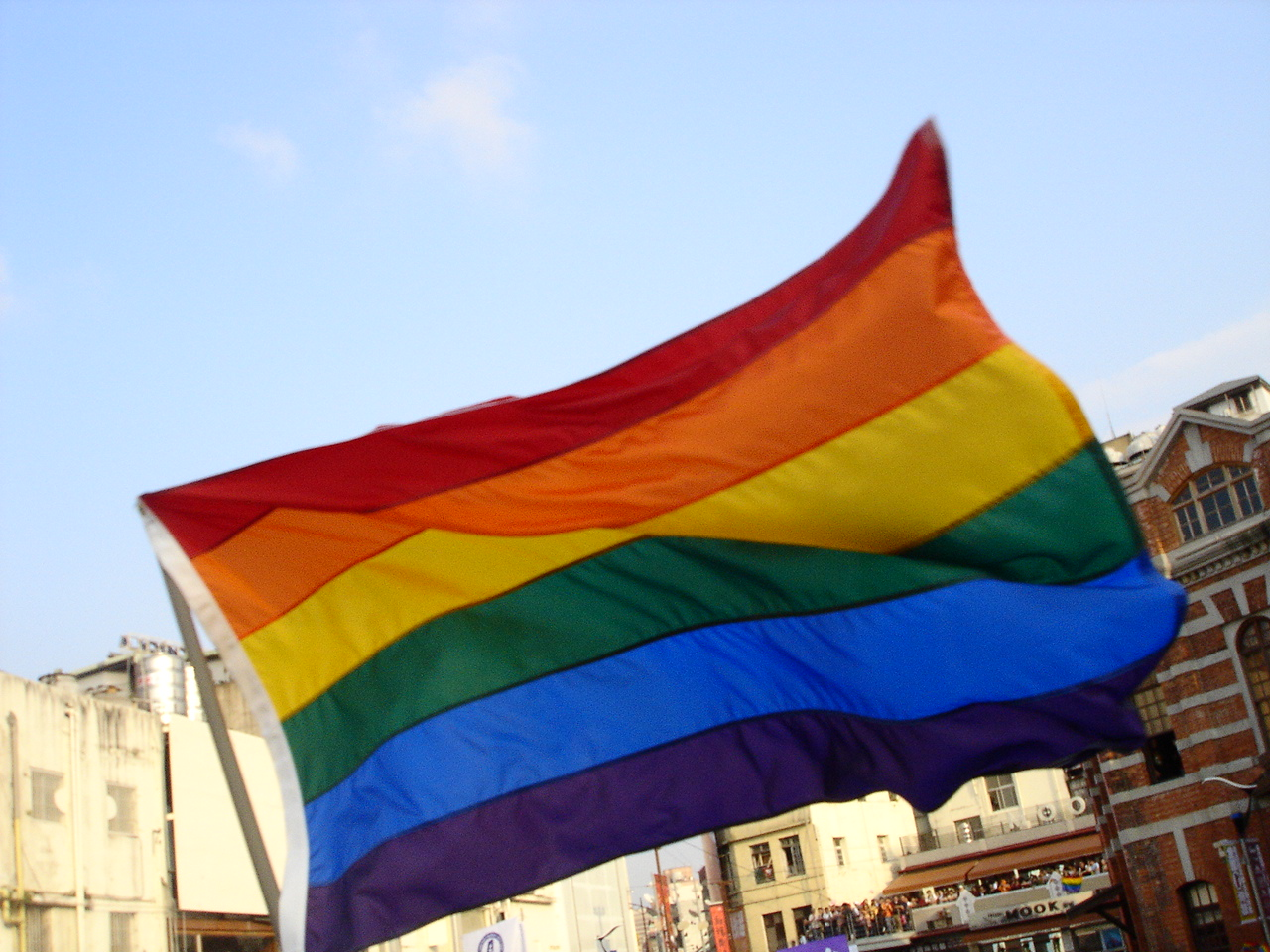
Drapeau arc-en-ciel.

Ce qui suit est une liste des événements LGBT (LGBT est le sigle de « Lesbiennes, gays, bisexuels et transgenres » et adapté en français en « lesbiennes, gays, bisexuels et transgenres »). Les manifestations LGBT sont organisées pour promouvoir la tolérance ou la campagne pour l'égalité des droits entre toutes les orientations sexuelles. Le plus souvent, le symbole utilisé lors de ces événements est le drapeau six couleurs. Elle englobe principalement les prides, mais peut aussi inclure des manifestations sportives et des festivals de cinéma.

## Festivals de films LGBT

### Festival de cinéma LGBT +

#### Festival Désir... Désirs, Tours
Désir... Désirs est un festival de cinéma essentiellement LGBT et à ce titre il est le plus ancien de France. Il est organisé par les Cinémas Studio à Tours, et se déroule chaque année en janvier depuis 1993 dans la métropole de Tours, Blois, Azay-le-Rideau, Pont de Ruan ou encore Loches. Ce festival aborde de manière générale les thématiques liées aux désirs, à la place des minorités dans la société et à l'identité de genre.

## Journées, nuits, cycles, assises du cinéma LGBT
Manifestations se déroulant le temps d'une journée, d'une soirée ou sur plusieurs semaines.

### Cycle Insurgés du corps!, Montreuil
Cycle de cinéma queer organisée par l'association le Peuple qui manque est proposé à Montreuil. Un panorama de films rares, vidéos d'artistes, documentaires, films expérimentaux et d’avant-garde, en abordant tour à tour l’histoire des luttes féministes, la rencontre entre art et féminisme, les questions de genre, le mouvement homosexuel, l’École du corps, les politiques transgenres, ou encore l’imbrication des rapports sociaux entre racisme et sexisme. Ces rencontres de cinéma constituent une brève histoire du cinéma des corps et des identités, depuis les années 1970, des mouvements de libération des femmes et d’affirmation des minorités sexuelles jusqu’au cinéma queer contemporain.
- 1re édition 2007-2008 : Cycle Genre, normes et transgressions ; 2e édition 2008-2009 : Insurgés du corps[1] !

### Nuit du film lesbien, Strasbourg
- Fondé en 2008[2], cet événement cinématographique homosexuel qui dure le temps d'une nuit revient chaque année pour la saint Valentin[3].

### 1resAssises nationales des festivals de cinéma gay et lesbien, Saint-Étienne
- Les Assises nationales du cinéma gay et Lesbien sont organisées par l'association Face à Face[4].
- La 1re édition s'est déroulée les 28-29 novembre 2009 à la Cité du Design de Saint-Étienne en marge du 5e Festival Face à Face de Saint-Étienne[4].
- La suite des assises se déroulera à la Maison des arts de Créteil le dimanche 4 avril 2010 pendant le 32e Festival du film de femmes de Créteil[5]
- 2e édition, les 25-26 septembre 2010 à la Maison des associations de Nice et au Centre LGBT Côte d'Azur, en marge du festival L'été indien (organisé par l'association Polychromes) à Nice

### Écrans Mixtes, Lyon
Association de cinéphiles, Écrans Mixtes propose au public lyonnais des films traitant de la question de la diversité identitaire et sexuelle, œuvres généralement peu diffusées dans les salles de l'agglomération.
Écrans Mixtes entend sensibiliser les spectateurs au cinéma d'auteur, mettre en lumière un cinéma des différences, et servir de relais d'information entre ses adhérents et l'actualité cinématographique internationale. Écrans Mixtes encourage la réflexion, les échanges et la découverte d'autres expressions artistiques lors de temps forts autour de la projection de films (organisation de soirées thématiques autour d'un auteur, d'un sujet de société, rétrospective, film du patrimoine, etc.)
À un rythme régulier Écrans Mixtes organise avec les associations actives de Lyon, en faisant écho à des manifestations cinématographiques existantes, des événements culturels afin de promouvoir un cinéma rare et de qualité, de renforcer sa visibilité et d'asseoir une indépendance de ton et d'esprit.
Aujourd'hui Écrans Mixtes est un des acteurs incontournables du paysage cinématographique lyonnais.
La première édition s'est déroulé du 2 au 8 mars 2011. Depuis chaque année en mars a lieu une nouvelle édition. Le festival a accueilli des invités tels que John Waters, James Ivory ou encore Océan. 

#### Événements cinéma LGBT disparus
- Cycle Autres Désirs, Théâtre national de Bretagne, Rennes
- La Nuit Rose : Nuit Du Film Gay Et Lesbien de [7]

Organisé par le MAG (Mouvement d’Affirmation des jeunes Gais, Lesbiennes, Bi et Trans) de Paris. Longs et des courts métrages drôles, cocasses, dramatiques ou poignants, propose un regard multiple et tolérant sur les diverses manières de vivre sa sexualité.

## Festivals pluridisciplinaires
Évènements socio-culturels composés de débats, conférences, rencontres, films, présentations artistiques, expositions, concerts, lectures ou théâtre, fêtes, etc.

### Girlie Circuit Festival, Barcelone
Le Girlie Circuit Festival se déroule annuellement à Barcelone depuis 2008. C'est un événement international lesbien.
Il compte une moyenne de 10 000 participantes,,,,,.
Des activités sont organisées durant toute la semaine : animations, concerts, soirées et activités ludiques.

### Les Européennes de Polychromes, Nice
Quatre rendez-vous annuels :
- proposés par l’association niçoise qui avait organisé en 2008 les Rencontres cinématographiques D’un genre à l’autre. Chaque rendez-vous est pluridisciplinaire avec conférences, spectacles, expositions et bien sûr une forte présence du cinéma avec des avant-premières, des rencontres avec des réalisateurs et un partenariat avec d’autres festivals européens de cinéma LGBT.
- Les quatre rendez-vous annuels sont :

L’été indien au mois de septembre (du 24 au 27 septembre en 2009)
Pil’ le 1er autour de la journée mondiale de lutte contre le SIDA en décembre (du 1er au 5 décembre en 2009)
Espoirs de mai autour du 17 mai Journée mondiale de lutte contre l’homophobie et la transphobie
Les nuits bleues en juillet au moment de la Pink Parade de Nice.

### FestiGays, Strasbourg
Collectif Associations Gay et Lesbiennes de Strasbourg

### Festival « Autrement Gay », Saint-Étienne
Le collectif Autrement Gay composé de 3 associations (Unis-cité Loire, Actis, l'Espace Boris Vian) a créé en 2006 le festival Autrement Gay, un festival de lutte contre l'homophobie.
Ce festival a lieu chaque année la 1re semaine de juin pendant 4 jours (du mercredi au samedi).
Le festival a pour but de sensibiliser aux questions liées à l'homosexualité et au genre. Il est destiné à tous les publics,.

### Face à Face Festival du film gay et lesbien de Saint-Étienne, Saint-Étienne
Face à face est une association basée à Saint-Étienne (Rhône-Alpes) dont l'objet principal est d'organiser un festival français annuel de cinéma homosexuel. Celui-ci se déroule chaque année les 4 derniers jours de novembre au cinéma "Le Méliès Saint-François" de Saint-Étienne. Des longs métrages, fictions et documentaires, sont projetés en présence de réalisateurs, distributeurs, écrivains, artistes, journalistes, des membres d'associations LGBT stéphanoises, françaises ou internationales. Des évènements festifs sont souvent associés à la manifestation.
Le Festival propose également "La Nuit du Court" regroupant une vingtaine de courts métrages du monde entier. En trois ans, cette compétition est devenue un événement majeur de la scène culturelle LGBT,.

### Universités d’été euroméditerranéennes des homosexualités(UEEH), Marseille
Les Universités d’été euroméditerranéennes des homosexualités (UEEH) sont une association organisant des rencontres de discussions politiques LGBT depuis 1979.
La première université a lieu lors de l'été 1979, sous le nom de Université d'Eté Homosexuelle (UEH), à l'initiative du Groupe de libération homosexuelle (GLH) de Marseille avec l'appui du maire de la ville Gaston Defferre. Elle rassemble 400 militantes et militants, et c'est à cette occasion qu'est créé le Comité d'urgence anti-répression homosexuelle (CUARH). Le GLH de Marseille organisera trois sessions des U.E.H. en 1979, 1981 et 1983.
En 1996, après une interruption de dix ans face à l’hécatombe de la pandémie du SIDA, l'initiative est relancée sous le nouveau nom de Universités d’été euroméditerranéennes des homosexualités par un collectif fondé en association. L'évènement se passe en non mixité trans-pédé-gouine.
En 2009, les UEEH ont 30 ans et les quinzièmes rencontres ont eu lieu du 16 au 29 juillet sur le campus de Luminy, à l'École Supérieure des Beaux-Arts de Marseille (qui soutient l'initiative depuis 1979), sur le thème "Relations intercommunautaires et Féminismes". Depuis 2008, les UEEH tendent à être un évènement autogéré.
En 2010, les UEEH s'organisent autour d'un colloque sur le thème : "Corps et Identité".

### International Eressos Women's Festival, Skala Eressos, Lesbos
Ce festival culturel lesbien et pluri-artistique célèbre chaque année en septembre la femme dans de nombreux domaines et sous de multiples formes d'expression : concerts, expositions, soirées dansantes, croisières, balades, ateliers de photographie, ateliers de danses grecques, cinéma en plein air, spectacles de danse, représentations théâtrales et DJ sets. Le village de Skala Eressos, situé sur l'île de Lesbos en Grèce, est renommé pour avoir vu naitre la poétesse Sappho et attire chaque année de nombreuses vacancières lesbiennes.

#### Festivals disparus
- Festival Lesbigaix, Aix-en-Provence
- Festival Bleu blanc rose (axé sur cinéma documentaire), Toulouse, Montpellier

## Marche des fiertés oupride
- ExisTransInter

## Manifestations sportives LGBT

### Tournoi International de Paris - TIP
Plus 1 500 athlètes et visiteurs participent chaque année au Tournoi international de Paris, manifestation sportive et conviviale, autour de plus d'une vingtaine de sports : art martial, aviron, basket, course à pied, football, lutte libre, natation, natation synchronisée, plongée, plongeon, rugby, softball, squash, volley-ball, VTT.

### Gay Games
Les Gay Games sont la plus grande manifestation sportive et culturelle organisé par et pour les athlètes, artistes, musiciens, etc. LGBT.
- « The purpose of the Federation of Gay Games is to foster and augment the self-respect of lesbians and gay men throughout the world and to engender respect and understanding from the nongay world, primarily through an organized international participatory athletic and cultural event held every four years, and commonly known as the Gay Games. »[21]
- 8e édition à Cologne (Allemagne)en 2010[22].

### Outgames mondiaux
Les Outgames mondiaux sont un événement sportif et culturel organisé par la communauté gay.
- Les deuxièmes Outgames mondiaux auront lieu à Copenhague en 2009[23].

### EuroGames
EuroGames est un événement similaire à la manifestation Gay Games. Considérant que la Gay Games est un événement mondial, Eurogames est essentiellement européenne.

### Arosa Gay Ski Week
L’Arosa Gay Ski Week est un événement sportif et culturel organisé pour la communauté gay et lesbienne. Depuis 2005, Arosa, village suisse typique des Grisons organise cette manifestation qui accueille des centaines de participants venus du monde entier.
- La dixième édition a lieu du 12 au 19 janvier 2014[25].